# Сергеј Литвинов
Сергеј Литвинов (рус. Сергей Николаевич Литвинов; 23. јануар 1958 — 19. фебруар 2018) био је совјетски и руски атлетичар у дисциплини бацање кладива, а касније и атлетски тренер.
У својој кријери два пута је учествовао на Олимпијским играма, у Москви 1980. (сребро) и Сеулу 1988. (злато). Двоструки је победник Светског првенства у Хелсинкију 1983. и Штутгарту 1987. године. Такође, на Европским првенствима је освојио две медаље, сребрну и бронзану.
Три пута је обарао светски рекорд у бацању кладива и са 86,04 метра има трећи резултат свих времена — иза Руса Јурија Седиха (86,74 м) из Штутгарта 1986. године и Белоруса Ивана Тихона (86,73 м) из Бреста 2005. године.

## Најбољи резултати
- 81,66 м — 24. мај 1980. у Сочију СР
- 83,98 м — 4. април 1982. у Москви СР
- 84,14 м — 21. јун 1983. у Москви СР